# Lo Planell (Toralla)
Lo Planell és una plana agrícola de muntanya del terme municipal de Conca de Dalt, a l'antic terme de Toralla i Serradell, en territori del poble de Toralla.
Està situada a prop i al sud-est de Toralla, a ponent de l'Estrada i de lo Racó de Miquel. És també al nord-est de la Llacuna i al nord de la Cabana de la Llacuna.